# 타일 맵 서비스
타일 맵 서비스(Tile Map Service) 또는 TMS는 오픈 소스 지리공간 재단이 개발한 타일 웹 맵 사양이다. 일반적으로 REST 원칙 충족을 시도하는 URI 구조를 요구한다. 이 TMS 프로토콜은 오픈스트리트맵에 쓰이는 매우 단순한 표준과 웹 맵 서비스 표준의 복잡성 간의 갭을 채움으로써 대체 공간 참조 시스템을 지원하면서도 타일에 대한 단순한 URL을 제공한다.

## 지원
TMS는 웹 매핑 클라이언트와 서버에 의해 가장 널리 지원된다. 그러나 일부 데스크톱 지원이 있음에도 기업형 매핑 애플리케이션용으로는 웹 맵 서비스 프로토콜이 더 널리 사용된다. 오픈레이어스 자바스크립트 라이브러리는 네이티브로 TMS를 지원하는 한편, 구글 지도 API는 개발자를 위한 지원을 가능케 하는 URL 템플릿팅을 지원한다. 타일캐시는 가장 대중적인 지원 서버들 가운데 하나이며 그 밖의 서버로는 mod_tile과 TileLite가 사실상의 오픈스트리트맵 표준에 초점을 둔다.

## WMTS
TMS는 OpenGIS 웹 맵 타일 서비스 OGC 표준을 위한 토대 역할을 한다.

## 같이 보기
- 타일 웹 맵